# Žolnir
Žolnir je priimek več oseb na Slovenskem:
- Bogdan Žolnir (1908-1997), učitelj in muzealec
- Ivo Žolnir (1904-po 1990?), enolog
- Oskar Žolnir (18??-1967), učitelj, šolnik (oče Bogdana)
- Petra Žolnir (*1981), tekvondistka
- Urška Žolnir Jugovar (*1981), judoistka